# Embalse Lebrije
Embalse Lebrije är en reservoar i Kuba.   Den ligger i provinsen Provincia de Sancti Spíritus, i den centrala delen av landet, 400 km öster om huvudstaden Havanna. Embalse Lebrije ligger 105 meter över havet. Arean är 9,5 kvadratkilometer. Trakten runt Embalse Lebrije består till största delen av jordbruksmark. Den sträcker sig 5,0 kilometer i nord-sydlig riktning, och 4,3 kilometer i öst-västlig riktning.